# Pleschnitzzinken
Der Pleschnitzzinken ist ein 2112 m ü. A. hoher Gipfel der Schladminger Tauern bei Pruggern im Ennstal, Steiermark.

## Lage und Landschaft

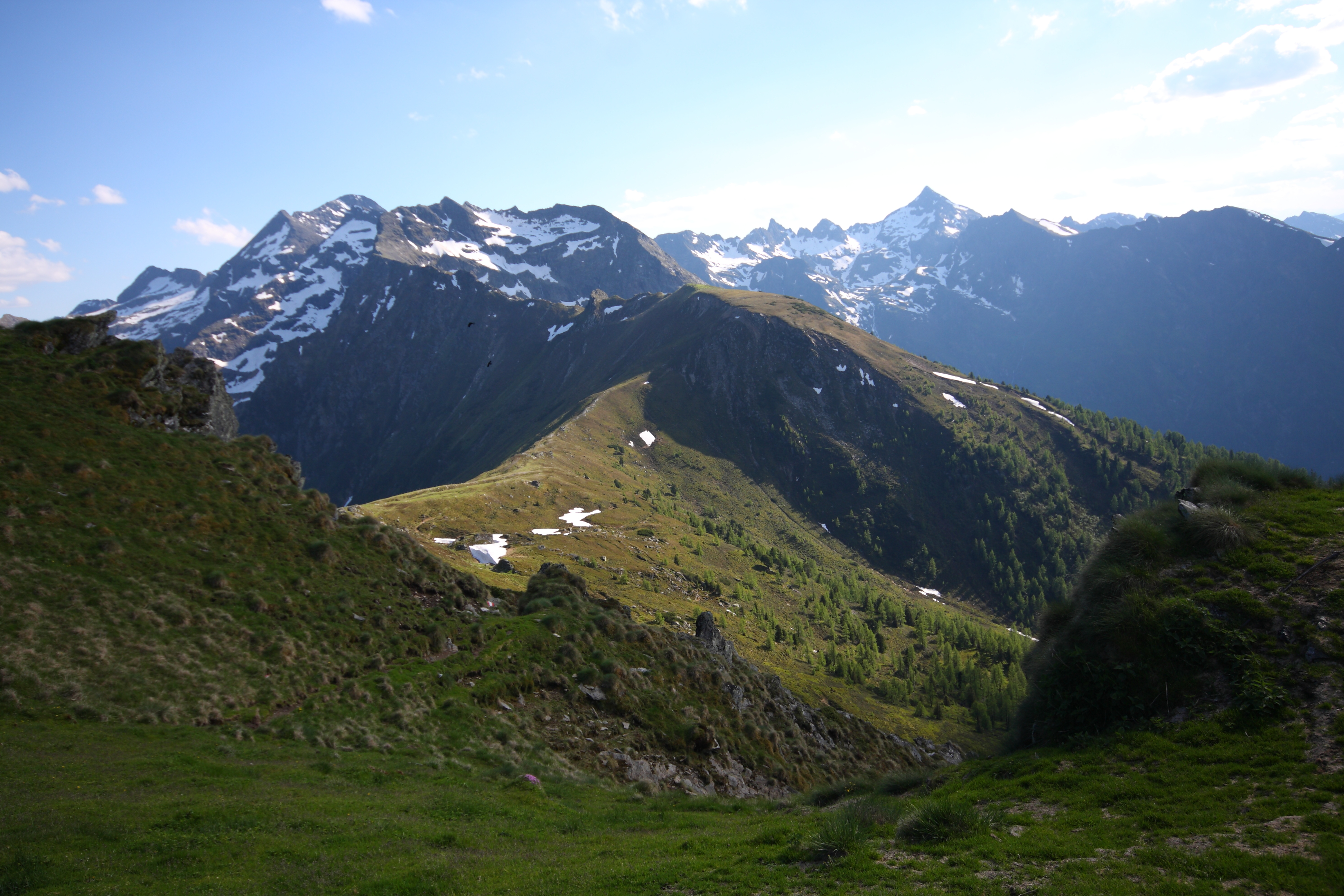
Blick südwärts: Ochsenkarhöhe – Scheibleck – Gamskarspitze – Umlaufer (dahinter) – Höchstein (rechts)

Der Gipfel erhebt sich etwa 6 Kilometer südlich von Pruggern, im Kamm zwischen Seewigtal westlich und oberem Sattental östlich. Er bildet einen Vorberg zur Gamskarspitze (2491 m ü. A.) und gehört zur Hochwildstellen-Gruppe der Schladminger Tauern. Der Sattel zum südlich benachbarten Scheibleck (2117 m ü. A.) ist die Ochsenkarhöhe (1957 m ü. A.).
Der Grat nordostwärts führt hinunter zum Kalteck (1968 m ü. A.), der nordwärts zum Hühnerkogel (1602 m ü. A.).
Der Berg bildet die Gemeindegrenze Michaelerberg-Pruggern zu Aich, zwischen Pruggern und Gössenberg.

## Geologie
Das Gebiet des Pleschnitzzinkens bildet sich aus dem Wölzer Glimmerschiefer, der die Hauptmasse der östlichen Niederen Tauern ausmacht. Die Gipfelflur selbst ist aber eine Scholle Quarzit, die sich hinunter ins Sattental zieht.
Nordöstlich auf der Galsterbergalm wie auch westlich liegen ausgedehnte glaziale Decken mit Moränen der letzten Tauerngletscher.

## Touren

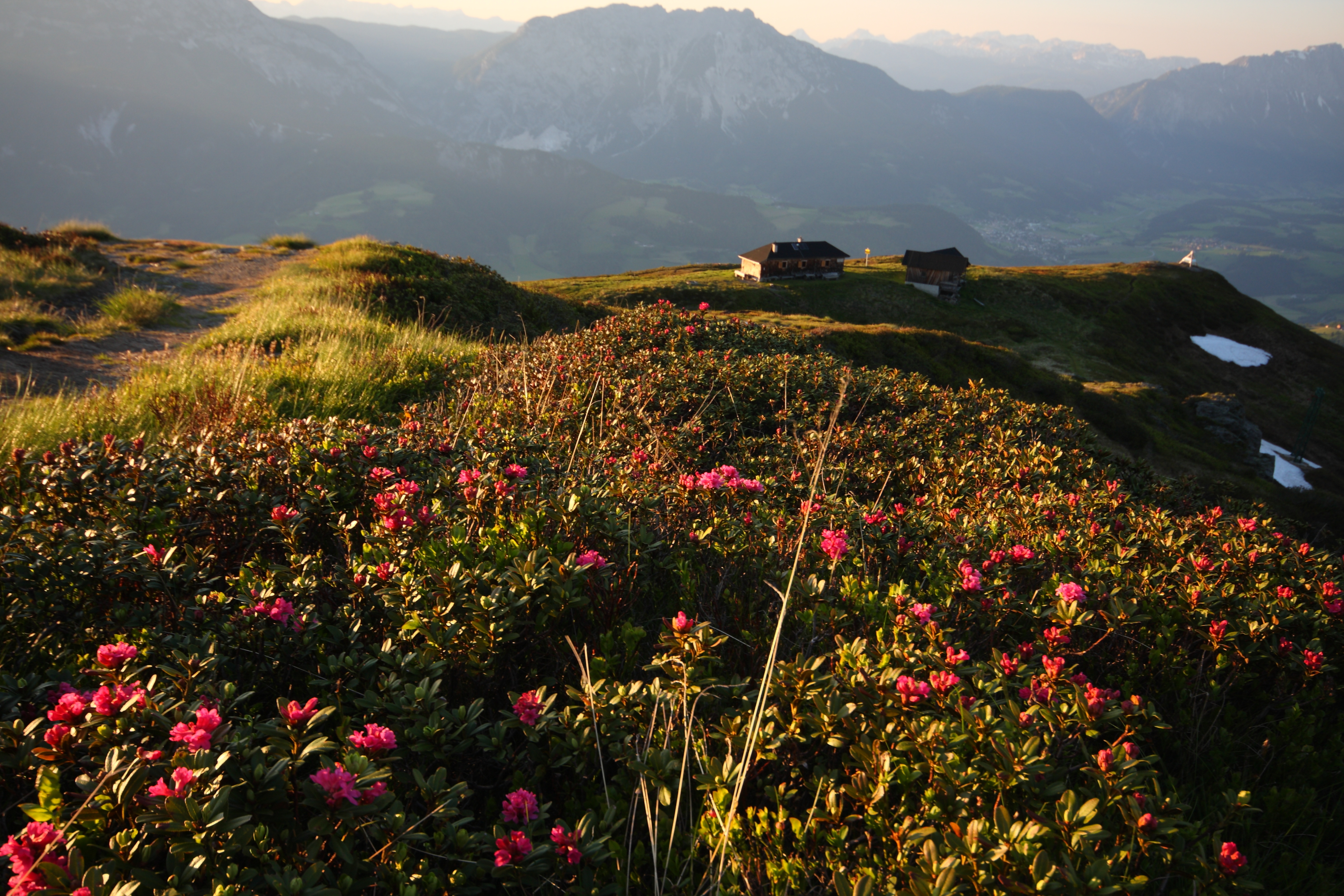
Blick hinunter zur Pleschnitzzinkenhütte, hinten das Kemetgebirge

Der Berg ist einfach zu besteigen. Wege führen von Pruggererberg ebenso herauf wie von Gössenberg. Nördlich unterhalb liegt die Galsterbergalm (ca. 1800 m) am Kalteck mit der Gipfelstation des Schigebiets Galsterberg, direkt am Nordgrat die Pleschnitzzinkenhütte (1944 m ü. A.), eine Selbstversorgerhütte der ÖAV-Sektion Pruggern. Ein alternativer Aufstieg erfolgt über die Perneralm im Sattental – Peterbaueralm – Ochsenkarhöhe und von Süden auf den Pleschnitzzinken.
Über die Ochsenkarhöhe gelangt man dann – schon alpiner – zum Scheibleck und Trifachkogel, und weiter zur Gamskarspitze (Schober). Die folgende Überschreitung zur Hochwildstelle (2747 m ü. A.) ist hochalpin.
Das Gipfelkreuz wurde erst 1976 errichtet.